# Jordan Is a Hard Road
Jordan Is a Hard Road est un film muet américain réalisé par Allan Dwan et sorti en 1915.

## Synopsis
Un bandit confie son bébé à des gens qui pourront l'élever convenablement. Des années plus tard, après s'être repenti, il tente de revoir l'enfant en dissimulant son identité...

## Fiche technique
- Titre : Jordan Is a Hard Road
- Réalisation : Allan Dwan
- Scénario : Allan Dwan, d'après un roman de Gilbert Parker
- Superviseur : David Wark Griffith
- Genre : Film dramatique
- Production : Fine Arts Film Company
- Distribution : Triangle Distributing
- Durée : 50 minutes
- Date de sortie :
  - États-Unis : 19 décembre 1915

## Distribution
- Dorothy Gish : Cora Findley
- Frank Campeau : Bill Minden
- Sarah Truax : Mrs Findley
- Owen Moore : Mark Sheldon
- Ralph Lewis : Jim Starbuck
- Mabel Wiles : Lady Alicia Fairfax
- Fred Burns
- Lester Perry
- Jim Kid
- Walter Long : l'agent
- Joseph Singleton : Pete Findley
- Elmo Lincoln
- Clarence Geldart
- Vester Pegg